# Август Шуман
Готтлоб Фрідріх Август Шуман (нім. Gottlob Friedrich August Schumann 2 березня 1773, Ендшюц - 10 серпня 1826, Цвікау) — німецький книготорговець, видавець і письменник, а також ще й батько відомого музиканта та композитора Роберта Шумана.

## Біографія

### Молодість і перші професійні роки
Август Шуман народився 2 березня 1773 року у місті Ендшюц, Священна Римська імперія, був старшим сином священика з Тюрінгської поміщицької сім'ї. П'ятнадцятирічним августом Шуманом став у купця в Тюрінгії Роннебург. У 19 років він повернувся в батьківський дім і кілька років займався виключно читанням і письменством. У цей час виникло видовище під назвою сім'я Тальхейм. Кілька років працював контористом, а в 1792 році вступив до Лейпцизького університету, щоб зайнятися гуманістичними дослідженнями. Заробляв на життя письменством.
Роман рукопис під назвою лицарі швидкість і казки Чернець послав видавцеві G.H. Heinse в Цайц, який запропонував йому посаду бухгалтер у своєму книжковому магазині. У  Цайці Шуман познайомився з Джоанною Крістіаною Шнобель (1767-1836), великою племінницею поета Лессінга. Їх батько, шановний радник Абрахам Готлоб Шнобель, зробив зв'язок своєї дочки з «письменницьким книготорговцем» залежною від того, що майбутній зять повинен бути хоча б самостійним купцем.
Тому в 1795 році Шуман сам відкрив матеріальний магазин в Роннебурзі, в який він вклав 1000 талерів, прибуток від своєї письменницької діяльності за останні півтора року. У тому ж році Шуману було дозволено одружитися з Джоанною Крістіаною Шнобель, яка народила шістьох дітей, у тому числі молодшого з братів і сестер Роберта Шумана в 1810 році.
Свою велику колекцію книг Шуман створив як публічну запозичену бібліотеку і продовжив свої літературні роботи. Перше видавництво, засноване в 1799 році, пропонувало майже виключно твори з-під його пера. У 1808 році в бізнес вступив його брат Фрідріх Шуман, і книжковий магазин був перенесений в Цвіккау.

## Видавець в Цвіккау

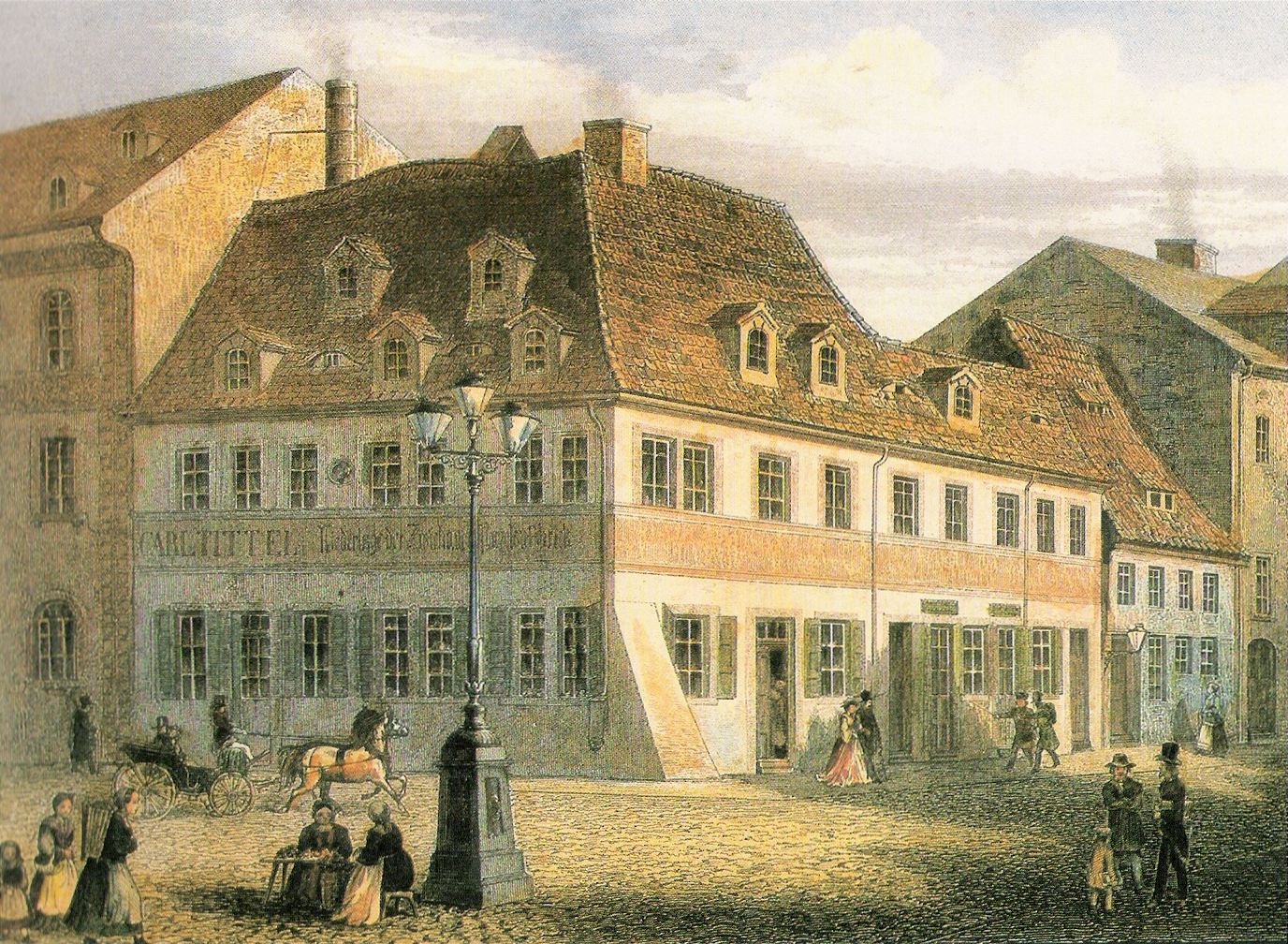
Будинок Шумана в Цвікау

Видавництво братів Шуман у Цвіккау випустило кишенькову бібліотеку іноземних класиків у нових виданнях, яка довела її до більш ніж 250 томів. Наприклад, вельмишановні переклади англомовних творів Вальтера Скотта і лорда Байрона були стурбовані Елізою фон Гогенхаузен. У той же час твори англійських, французьких, італійських, іспанських класиків з'явилися відповідно мовою оригіналу (Pocket edition, портативною бібліотекою, Bibliotheca portatile або Bibliotheca портативний). Ряди можна було отримати і за передплатою.
«Готель Waldhotel цієї милої, особливо під час поїздок і прогулянок, безсумнівно, кожному з друзів літератури чудовий привітних витрати так мило і витончено, що це в That нічого не залишає бажати кращого», міркував один рецензент Jena бичачих цілому літературні газети: «друк і папір однаково добре і чисто, і композиції мідь, хоча і не постійно, але все ж набагато більшої частин після, в кресленні і хрестиком напевно Гера, і тим більш приємне доповнення, ніж їх портрети sämmtlichen містять письменник, біографія і загальна характеристика якого в той же час, в дуже доцільному і створеному з кращих джерел огляді, додаються всюди.»
З 1800 року він видавав Купецьку і Фабрикантську адресну книгу під назвою Комерційна Німеччина. Пізніше август Шуман заснував Провінційний Вісник ерцгерцога (1807-1812), а також пам'ятні листи для освічених читачів з усіх станів (1813-1826). Випуск іміджевої збірки «чудові князі, державні діячі та військові діячі» став ще однією економічною опорою.
З сучасної німецькомовної літератури Шуман переніс, зокрема, твори Бюргера, Клопштока і Мусея. Найвідомішим Видавничим твором був 18-томний повний Державний, Поштовий і газетний лексикон Саксонії, видання якого було продовжено і завершено Альбертом Шиффнером після його смерті.

## Сім'я і діти
Август Шуман познайомився з Джоанною Крістіаною Шнобель і в них було 6 дітей:
- 1. Емілі, народилася 19.07.1796 в Роннебурзі, померла на 05.10.1825 в Цвіккау 29 років.
- 2. Едуард (див. IIA).
- 3. Карл (див. IIb).
- 4. Юліус (див. IIc).
- 5. Лаура, народилася в 1809 році, померла в 1809 році.
- 6. Роберт (див. IId).

## Останні роки та смерть
Август Шуман - батько композитора Роберта Шумана (1810-1856), який народився останнім зі своїх шістьох дітей і якого він хотів навчити у Карла Марії фон Вебер. Але перш ніж вдалося прийти до відповідної угоди, обидва, Вебер і Август Шуман, померли влітку 1826 р.
Старший брат Робертс, Едуард Шуман, який вів компанію Форт і продав кишенькові витрати, нарешті, в 1837 році книготорговці J. G. Lindemann в Цвіккау. Видавнича книжкова крамниця Шумана проіснувала до 1840 року.

## Роботи
→ Hauptseite: August Schumann (Wikisource)
- Compendiöses Handbuch für Kaufleute oder encyklopädische Uebersicht alles Wissenswürdigen im Gebiet der Handlung. Gräff, Leipzig 1795–1796.
- Vollständiges Staats-, Post- und Zeitungslexikon von Sachsen, enthaltend eine richtige und ausführliche geographische, topographische und historische Darstellung aller Städte, Flecken, Dörfer, Schlösser, Höfe, Gebirge, Wälder, Seen, Flüsse etc. gesammter Königl. und Fürstl. Sächsischer Lande mit Einschluß des Fürstenthums Schwarzburg, des Erfurtschen Gebietes, so wie der Reußischen und Schönburgischen Besitzungen. Schumann, Zwickau 1814–1833, 13 Bände und 5 Supplementbände.